# UFC 157
UFC 157: Rousey vs. Carmouche foi um evento de MMA, promovido pelo Ultimate Fighting Championship, ocorrido em Anaheim, Califórnia no Honda Center no dia 23 de fevereiro.
Pela sexta vez em sua história, o UFC realizou um evento em Anaheim, Califórnia nos Estados Unidos. Sendo que o último havia sido em 12 de novembro de 2011 no UFC on Fox: Velasquez vs. Dos Santos

## Background
O UFC 157 entrou para a história do UFC com a primeira luta feminina da organização, pelo Cinturão dos Galos Femininos entre Ronda Rousey e Liz Carmouche.
Existem críticas por parte de alguns fãs pelo ultimate por a luta feminina como evento principal, o fato é que o UFC tradicionalmente trata as disputas de cinturão como luta principal.
Manny Gamburyan era esperado para enfrentar Chad Mendes no evento, porém foi obrigado a se retirar da luta duas semanas antes da luta e Mendes foi retirado do card.
Com o cancelamento da luta de Mendes e Gamburyan, foi adicionada uma nova luta no card, entre os ex-Strikeforce Yuri Villefort e Nah-shon Burrell, luta que chegou a ser marcada para o Strikeforce: Melendez vs. Healy, evento que foi cancelado.

## Card Oficial
Nota 1 Pelo Cinturão Peso-Galo Feminino do UFC.

## Bônus da Noite
- Luta da Noite (Fight of the Night):  Dennis Dermudez vs.  Matt Grice
- Nocaute da Noite (Knockout of the Night):  Robbie Lawler
- Finalização da Noite (Submission of the Night):  Kenny Robertson[6]